# Barbara van Juckema
Barbara van Juckema (Menaldum, 1608 - Haarlem, 1667) was een klopje in Haarlem van Friese adellijke afkomst en lid van de kloppengemeenschap Den Hoeck in Haarlem.

## Biografie
Van Juckema was een dochter van Ruurd van Juckema, uit zijn tweede huwelijk met Barbara van Dekema. Haar familie was niet onbemiddeld. Haar vader bezat onder meer de Camminghaburg bij Leeuwarden,  de Tjaarda State te Rinsumageest, het Camminghahuis te Franeker, de Orxmastate te Menaldum en het Sjaerdemaslot eveneens te Franeker. Dit slot werd onder meer door hem verhuurd aan de Franse filosoof René Descartes.
Barbara werd geboren als Ael, maar ze werd na het overlijden van haar moeder in 1610 door vader Barbara genoemd. Van Juckema vestigde zich buiten Friesland in de Haarlemse rooms-katholiek religieuze kloppengemeenschap Den Hoeck. In 1642 erfde zij de Orxmastate na het overlijden van haar vader, maar vanwege haar verblijf in Haarlem kwam deze state in het bezit van haar halfzuster, een dochter uit het derde huwelijk van haar vader. Barbara was niet de eerste uit haar familie die toetrad tot deze kloppengemeenschap. Haar tante Luts van Dekema trad reeds in 1599 toe tot Den Hoeck. Haar grootvader van moederszijde, Frans van Dekema, bleef katholiek na het verbieden van de katholieke eredienst in Friesland en moest dientengevolge de provincie ontvluchten. Hij overleed in 1592 als balling te Keulen.
Het portret van Barbara werd omstreeks 1660 geschilderd, mogelijk door Leendert Cooghen. Haar portret heeft deel uitgemaakt van de collectie familieportretten op de Orxmastate. Het familiewapen Juckema zou later zijn aangebracht en werd verwijderd bij een restauratie in de 20e eeuw. Mogelijk had zij als geestelijke moeder de leiding van de kloppengemeenschap in Haarlem. Hoewel zij verder sober is afgebeeld, duidt de aanzienlijke kraag op haar voorname afkomst.